# Ophélie Meunier
Pour les articles homonymes, voir Meunier.
Ophélie Meunier est une présentatrice française de télévision et de radio, née le 17 décembre 1987 à Versailles.
Après avoir été animatrice et chroniqueuse sur Canal+, elle rejoint le groupe M6 où elle présente notamment Zone interdite à partir de 2016 et La Grande Semaine à compter de 2024. À la radio, elle est présente sur RTL de 2020 à 2024.
Elle a été mannequin avant d'entamer sa carrière dans les médias.

## Biographie

### Jeunesse et premières apparitions télévisées
Ophélie Meunier naît le 17 décembre 1987 à Versailles, d'un père qui vendait des systèmes d'alarme. Elle grandit dans sa ville natale puis à Nice.
En 1992, elle apparaît à 4 ans dans une publicité pour le café soluble Ricoré. Le 14 juin de la même année, elle participe à L'École des fans, émission animée par Jacques Martin sur Antenne 2, avec pour invité Julio Iglesias.

### Études et mannequinat
Jeune, Ophélie Meunier pose pour La Redoute et les 3 Suisses. En 2000, à douze ans, elle participe à l'émission de France 3 C'est mon choix présentée par Évelyne Thomas. Lors du numéro qui a pour thème « Mon enfant a un don », où elle est accompagnée par sa mère, elle explique sa passion pour le mannequinat.
Après l'obtention d'un baccalauréat scientifique mention « très bien », elle se consacre au mannequinat. Grâce à l'agence Metropolitan, elle alterne pendant six ans défilés et séances photos et se déplace en Europe et aux États-Unis.

### Débuts de carrière dans le journalisme
En 2011, Ophélie Meunier s'oriente vers le journalisme et s’inscrit à l’ESJ de Paris. L'année suivante, elle décroche un stage à I-Télé comme assistante présentatrice.
En novembre 2012, elle se présente sans succès à des essais pour devenir la nouvelle Miss Météo de Canal+.

### Animatrice télévisée
En 2013, Ophélie Meunier anime « La Minute pop » du Petit Journal, présenté par Yann Barthès sur Canal+,. Lors de la rentrée 2014, elle quitte Le Petit Journal pour rejoindre La Nouvelle Édition présentée par Ali Baddou, toujours sur Canal+, pour une nouvelle chronique sur l'actualité.
Lors de l'été 2015, elle présente les journaux de midi et du soir de Canal+. Sur la même chaîne, elle présente, de septembre 2015 à juin 2016, le magazine Le Tube à 12 h 45 à la place de Daphné Bürki.
Recrutée par Nicolas de Tavernost, elle présente depuis septembre 2016 le magazine Zone Interdite en première partie de soirée sur M6 à la place de Wendy Bouchard,. Elle est également joker du journal télévisé Le 19:45, qu'elle présente pour la première fois le 18 juillet 2016.
En 2016, elle participe au gala de l'Union des artistes au cirque d'hiver de Paris. Cette 53e édition, présidée par Claude Lelouch et présentée par Marianne James, est diffusée en première partie de soirée le 22 novembre sur France 2.
En 2017, pour M6, elle participe à l'émission spéciale 40 ans du Puy du Fou : Les animateurs font le spectacle, où elle prend la place d'une fauconnière dans le spectacle Le Bal des oiseaux fantômes. Le 30 décembre 2018, elle co-présente en première partie de soirée sur M6 avec Julia Vignali une rétrospective de l'année intitulée Ils ont fait 2018. 
À compter du 12 juin 2019, elle présente en première partie de soirée sur M6 le magazine Nouvelle Vie qui propose de suivre des familles qui ont décidé de changer de vie sur un plan personnel, familial ou professionnel.
Lors de son congé maternité en 2019, elle est remplacée par Florence Trainar à la présentation de Zone interdite à compter du 19 mai. Celle-ci la remplace à nouveau à partir du 29 août 2021 pour son seconde congé maternité.
En janvier 2022, elle est placée sous protection policière après avoir fait l'objet de menaces à la suite de la diffusion d'une enquête de Zone interdite consacrée à l'islam radical. Le producteur du documentaire, Tony Comiti, regrette que la solidarité avec la journaliste, qui a reçu des menaces de mort, ait tardé à s’exprimer. En mars 2023, dix personnes sont arrêtées dans l'enquête ouverte pour « harcèlement aggravé ».
À partir de 2024, elle présente sur M6 La Grande Semaine, un nouveau talk-show hebdomadaire. L'émission se veut sérieuse et humoristique, les invités échangeant leur vision de l'actualité avec différents chroniqueurs,. Faute d’audience, l’émission est arrêtée à l’issue de la saison 2025.

### Radio
Les 4 et 11 avril 2020, Ophélie Meunier remplace Vincent Parizot — rendu indisponible du fait de l'épidémie de coronavirus qui sévit en France — à la présentation du Journal inattendu sur RTL, émission retransmise chaque samedi de 12h30 à 13h30. Elle lui succède en septembre 2020 jusqu'à la rentrée 2023. En raison de son second congé maternité, Anaïs Bouton la remplace quelques semaines pendant l'été 2021.
À compter de septembre 2023, elle présente Confidentiel, toujours sur RTL, émission hebdomadaire créée par Jean-Alphonse Richard en 2018. L'année suivante, il est annoncé qu'elle quitte RTL et qu'elle sera remplacée par Anthony Martin.

### Vie privée
En couple depuis 2015, Ophélie Meunier et Mathieu Vergne, ancien directeur des programmes de flux à TF1, se marient civilement le 10 février 2018 à la mairie du 17e arrondissement de Paris.
Le 14 mars 2019, elle annonce attendre son premier enfant. Le 14 juin suivant, elle donne naissance à leur fils Joseph et, deux ans plus tard, le 14 octobre 2021, à leur fille Valentine.
En 2023, Ophélie Meunier révèle être membre de l'Église de Jésus-Christ des saints des derniers jours (mormonisme).

## Bilan médiatique
- 2013-2014 : Le Petit Journal, sur Canal+
- 2014-2015 : La Nouvelle Édition sur Canal+
- été 2015 : Les journaux de midi et du soir, sur Canal+
- 2015-2016 : Le Tube, sur Canal+
- 2016-2022 : Le 19:45, sur M6 : présentatrice (en tant que joker)
- Depuis 2016 : Zone interdite, sur M6
- 2018 : Ils ont fait 2018, avec Julia Vignali sur M6
- 2019 : Nouvelle vie, sur M6
- 2021 : Legacy, le débat, sur M6
- 2022 : Soirée spéciale Ukraine sur M6 avec Julien Courbet et Bernard de La Villardière
- 2022 : Elizabeth : Regard(s) singulier(s) sur M6
- 2022 : Zone évasion sur M6
- 2022 : Le Souffle du dragon : de la fiction à la réalité, sur M6
- 2023 : La vie, l'amour, tout de suite : de la fiction à la réalité, sur M6
- 2023 : Respire : de la fiction à la réalité, sur M6
- 2023 : Tous avec le Maroc, sur M6 : concert coprésenté avec Éric Antoine
- 2024 : Au cœur du collège, sur M6 : voix-off du documentaire
- Depuis 2024 : La Grande Semaine, sur M6
- 2024 : Invincibles ensemble ! contre la maladie de Charcot sur W9 : concert coprésenté avec Philippe Caverivière
- 2024 : 2024, une année d’exception, sur M6 : coprésentation avec Xavier de Moulins
- 2025 : Santé mentale : briser le tabou sur M6[37]
- 2025 : Soirée Ligue des champions sur M6[38] : coprésentation avec Smaïl Bouabdellah
- 2025 : La fête au Parc des princes sur W9 : coprésentation avec Smaïl Bouabdellah et Xavier Domergue

## Filmographie
- 2017 : Scènes de ménages - prime time Ça va être leur fête ![39] : la propriétaire d'une péniche[40].
- 2024 : Scènes de ménages - prime time Plans sur la comète : l'animatrice radio